# Sisauli
Sisauli là một thị xã và là một nagar panchayat của quận Muzaffarnagar thuộc bang Uttar Pradesh, Ấn Độ.

## Địa lý
Sisauli có vị trí 29°25′B 77°28′Đ / 29,42°B 77,47°Đ Nó có độ cao trung bình là 238 mét (780 feet).

## Nhân khẩu
Theo điều tra dân số năm 2001 của Ấn Độ, Sisauli có dân số 15.171 người. Phái nam chiếm 54% tổng số dân và phái nữ chiếm 46%. Sisauli có tỷ lệ 58% biết đọc biết viết, thấp hơn tỷ lệ trung bình toàn quốc là 59,5%: tỷ lệ cho phái nam là 67%, và tỷ lệ cho phái nữ là 46%. Tại Sisauli, 15% dân số nhỏ hơn 6 tuổi.